# Ariana Kukors
Ariana Kukors (Estados Unidos, 1 de junio de 1989) es una nadadora estadounidense especializada en pruebas de cuatro estilos, donde consiguió ser medallista de bronce mundial en 2011 en los 200 metros.

## Carrera deportiva
En el Campeonato Mundial de Natación de 2011 celebrado en Shanghái ganó la medalla de bronce en los 200 metros estilos, con un tiempo de 2:09.12 segundos, tras la china Ye Shiwen  (oro con 2:08.90 segundos) y la australiana Alicia Coutts (plata con 2:09.00 segundos).